# Alexandre Gustave Eiffel

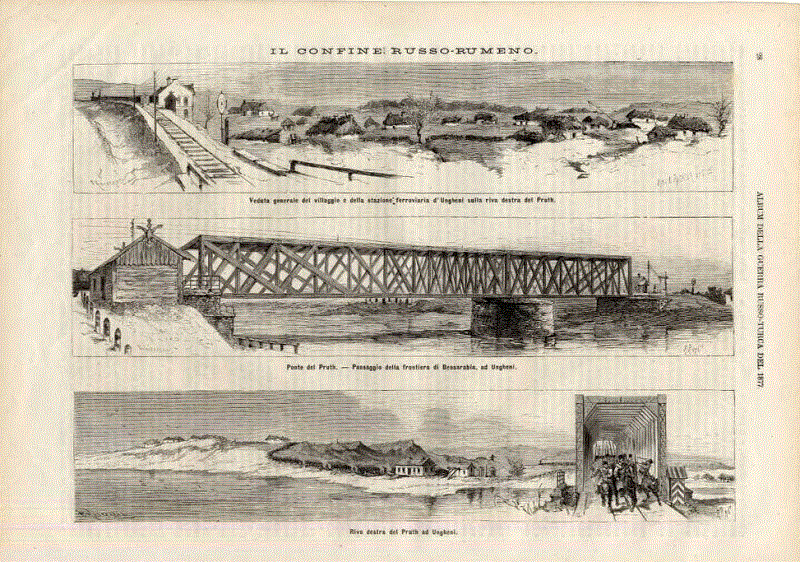
Podul Eiffel, Ungheni

Alexandre Gustave Eiffel (n. 15 decembrie 1832, Dijon, Franța – d. 27 decembrie 1923, Paris, Franța) a fost un inginer francez, cunoscut în special pentru realizarea Turnului Eiffel.

## Viața
Eiffel s-a născut în Dijon, Côte-d'Or, Franța. Numele de Eiffel a fost preluat de la unul dintre strămoșii germani la început de secol XVIII. Numele și l-a luat după localitatea unde s-a născut, Marmagen, situată în Eifel.
În tinerețe, cele două persoane care l-au influențat pe Gustave au fost amândoi chimiști, unchiul său Jean - Baptiste Mollerat și Michel Perret. Ambii unchi și-au petrecut mult timp în compania tânărului Eiffel, învățându-l tot despre chimie, sensul religiei și filosofie. La școală, Eiffel a fost extrem de isteț, dar nu foarte studios. Când era la Lycée Royal, Eiffel se plictisea și a ajuns la concluzia că orele erau o pierdere de timp. În ultimii doi ani de liceu, Eiffel și-a găsit preocupare, dar nu în inginerie, ci în istorie și literatură. Studiile lui Eiffel s-au îmbogățit, astfel încât a absolvit liceul cu două diplome, în științe și în literatură. Eiffel a absolvit colegiul la Collège Sainte Barbe, pentru a se pregăti mai bine pentru admiterea dificilă de la École Centrale des Arts et Manufactures. École Centrale des Arts et Manufactures a fost și este cea mai prestigioasă universitate de inginerie din Franța. Eiffel a intrat imediat la École Centrale des Arts et Manufactures din Paris. École Centrale la acea dată o universitate particulară, cunoscută drept una din universitățile de frunte în inginerie din Europa. Afacerea mamei sale cu cărbuni a adus un venit important în familie și a asigurat fondurile necesare pentru ca Gustave să studieze chimia la această universitate renumită din Paris. 
În 1855, Eiffel a absolvit École Centrale des Arts et Manufactures, în același an când Parisul a fost gazda primei expoziții internaționale. După absolvire, unchiul său i-a oferit o slujbă în Dijon, Franța. Cu toate acestea, o dispută de familie a anulat această șansă și Eiffel a acceptat în curând un post într-o companie care proiecta poduri pentru trenuri în Bordeaux.

## Gustave Eiffel și România
În 1876, Gustave Eiffel a construit Podul Eiffel, la Ungheni. În 1882 Gustave Eiffel a retușat la Iași, pe pământ românesc, într-unul din centrele care a polarizat conștiințele și energiile întregii țări, Grand Hotel Traian, din Piața Unirii. El poate fi admirat și astăzi.
Tot în Iași, Gustave Eiffel construise, în 1873, Hala Mare (devenită Hala Centrală), structură ce avea sa fie demolată în anii 1960.
De asemenea, după planurile lui s-a ridicat și mausoleul familiei politicianului Petre P. Carp, de pe moșia conacului din Țibănești, Iași.